# Eulepidotis deva
Eulepidotis deva là một loài bướm đêm trong họ Erebidae.